# Roduntia
Roduntia es el nombre de una antigua fortaleza griega de Lócride Epicnemidia.
Estrabón la ubica cerca de las Termópilas, de Tiquiunte y de Heraclea de Traquinia. Añade que se trataba de una fortaleza natural.
Fue uno de los escenarios de la Batalla de las Termópilas del año 191 a. C. Los etolios que combatían  en las filas del ejército de Antíoco III el Grande defendían los lugares fortificados de Tiquiunte, Roduntia y el monte Calídromo. Frente a ellos, tropas romanas al mando de Flaco fueron enviadas contra Roduntia y Tiquiunte y otras tropas bajo el mando de Catón contra el Calídromo. Catón pudo tomar el Calídromo pero Flaco fracasó en su intento de ocupar Roduntia y Tiquiunte.